# 音羽電機工業
音羽電機工業株式会社（おとわでんきこうぎょう、英: OTOWA Electric Co., Ltd.）は、兵庫県尼崎市に本社を置く電気機器メーカー。避雷器など、雷害関連製品を中心に取り扱う。

## 沿革
1946年、京都市東山区にて有限会社音羽電器製作所として創業。安全器の製造・販売を開始した。1950年にPバルブアレスタの製造を開始。1955年に社名を現在の音羽電機工業株式会社に改める。1998年、日本避雷針工業株式会社を完全子会社化。2008年には尼崎市内に雷テクノロジセンターを開設した。

## 主な製品・サービス
- 避雷器

日本の市場占有率の約60%を占める。
- サージ防護機器
- 雷対策コンサルティング
- 雷サージ耐力試験等の受託試験

## 事業所
- 本社事業所 - 〒661-0976 兵庫県尼崎市潮江5-6-20
- 東京本社 - 〒103-0023 東京都中央区日本橋本町3-9-4 日幸小津ビル3階
- 雷テクノロジセンター - 〒661-0976 兵庫県尼崎市潮江5丁目6番20号

2008年開設。各種試験装置を備え、製品開発や受託試験を行うほか、擬似体験などで雷について学ぶことのできる見学施設「雷ミュージアム」を備える。日本の国産旅客機Mitsubishi SpaceJetの耐雷試験も本施設で行われた。
- デバイスセンター - 〒669-1313 兵庫県三田市福島字宮野前501-7
- 北大東総合暴露試験場

沖縄県北大東村にて、電力・通信施設等の耐侯試験を行う。
- 神戸工場 - 〒669-1339 兵庫県三田市テクノパーク14番地の3
- 九州工場 - 〒834-0111 福岡県八女郡広川町大字日吉523－19
- 弘前工場 - 〒036-8073 青森県弘前市岩賀１丁目4番地の1